# Pulmonata
Los pulmonados (Pulmonata) son un grupo informal de moluscos gasterópodos (anteriormente considerado un orden y una subclase) que incluye los caracoles y babosas, que han desarrollado pulmones, lo que les permite vivir en tierra firme; son el único grupo de moluscos que han colonizado el medio terrestre. Al conquistar la tierra perdieron las branquias ganando los pulmones que les permiten la respiración aérea.
Según los análisis moleculares recientes desde 2010, descubrieron que Pulmonata, tal como se define tradicionalmente, era polifilético, por ejemplo, algunos pulmonados estaban más estrechamente relacionados con Sacoglossa y Acochlidia. Propusieron el taxón más inclusivo Panpulmonata para unir los clados Siphonarioidea, Sacoglossa, Glacidorboidea, Pyramidelloidea, Amphiboloidea, Hygrophila, Acochlidia y Eupulmonata.

## Características
En los pulmonados, la cavidad paleal está cerrada y las paredes se han vascularizado y se han transformado en un pulmón (de ahí el nombre). El orificio de entrada y salida de aire recibe el nombre de pneumostoma.

Anatomía de un pulmonado. 1: concha, 2: hígado, 3: pulmón, 4: ano, 5: poro respiratorio (pneumostoma), 6: ojo, 7: tentáculo, 8: ganglios cerebrales, 9: conducto salival, 10: boca, 11: buche, 12: glándula salival, 13: poro genital, 14: pene, 15: vagina, 16: glándula mucosa, 17: oviducto, 18: saco de dardos, 19: Pie, 20: estómago, 21: riñón, 22: manto, 23: corazón, 24: vasos deferentes.

## Taxonomía

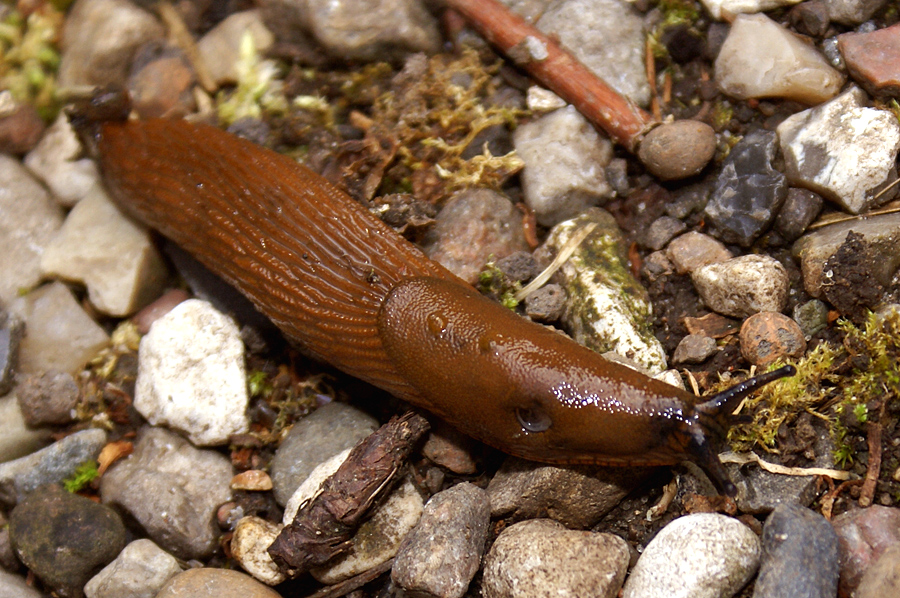
Arion lusitanicus

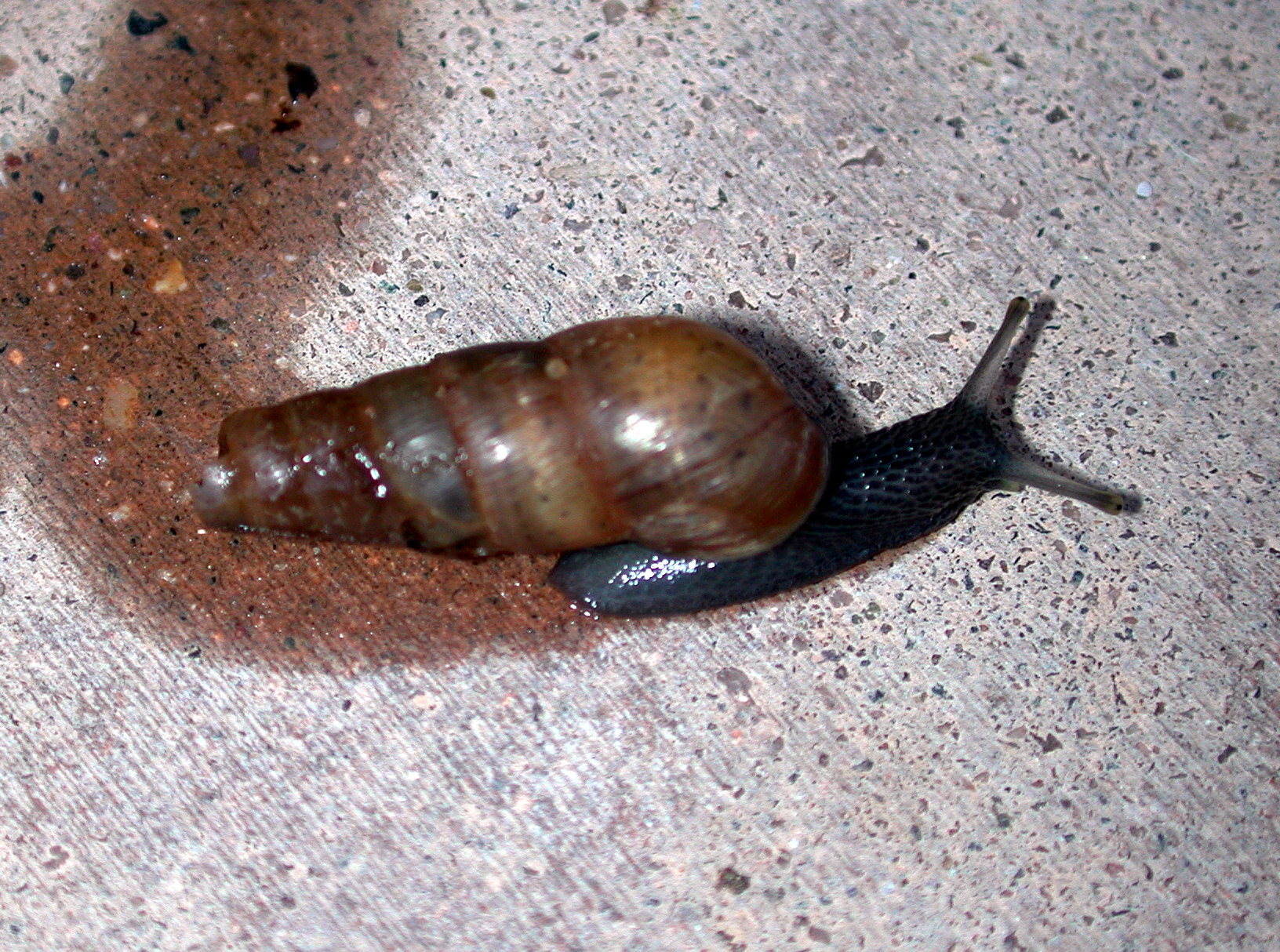
Rumina decollata

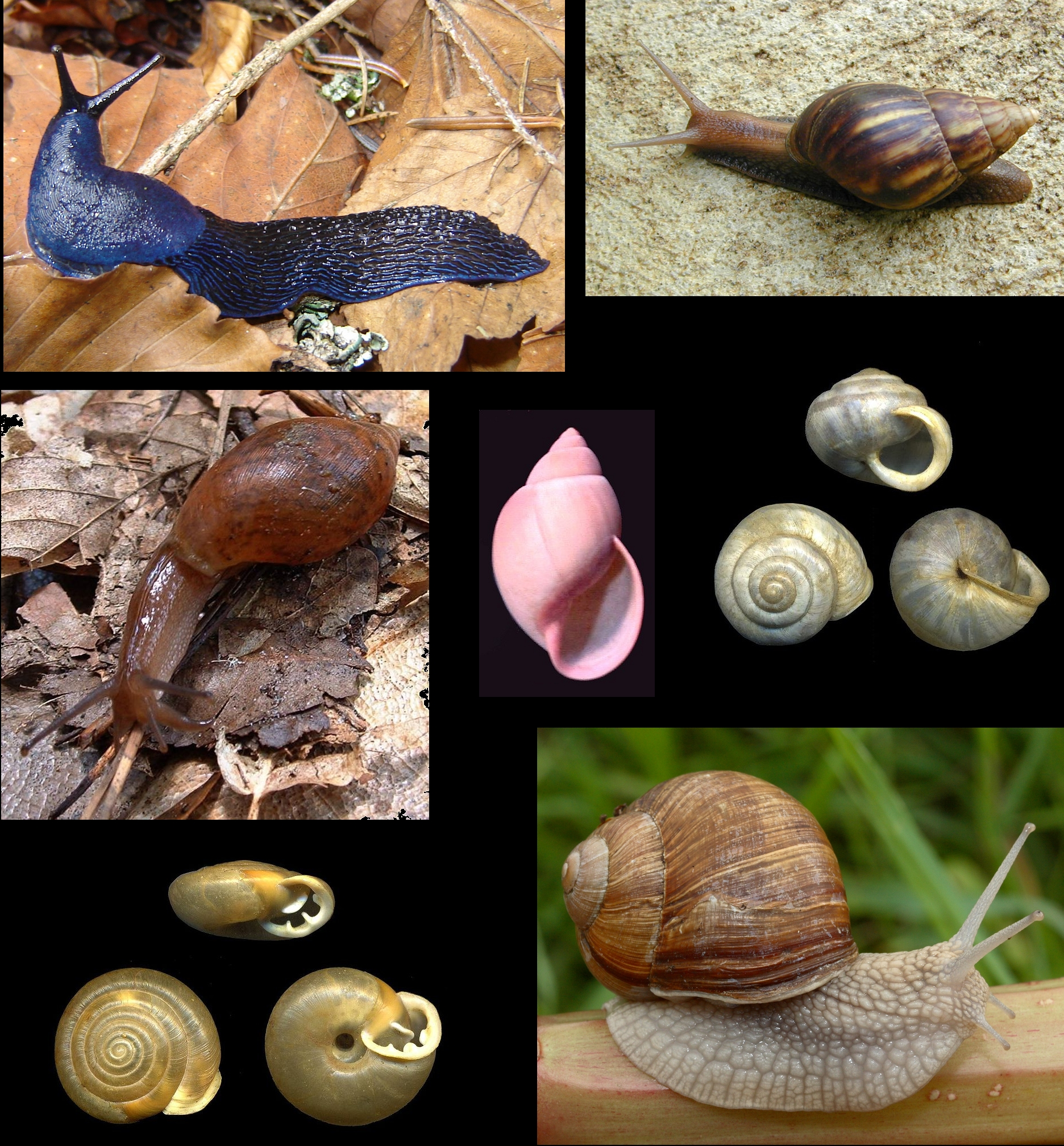
Pulmonata: Lissachatina fulica arriba a la derecha, Bielzia coerulans arriba a la izquierda, Praticolella berlandieriana centro a la derecha, Megalobulimus oblongus en el centro, Euglandina rosea centro a la izquierda, Helix pomatia abajo a la derecha & Ashmunella levettei abajo a la izquierda

Orden Pulmonata Cuvier en Blainville, 1814 (pulmonados) 
- Suborden Systellommatophora Pilsbry, 1948
  -     - Superfamilia Onchidioidea Rafinesque, 1815
    - Superfamilia Otinoidea H. & A. Adams, 1855
    - Superfamilia Rathouisioidea Sarasin, 1889
- Suborden Basommatophora Keferstein en Bronn, 1864 (pulmonados de agua dulce, caracoles de pantanos) 
  -     - Superfamilia Acroloxoidea Thiele, 1931
    - Superfamilia Amphiboloidea J.E. Gray, 1840
    - Superfamilia Chilinoidea H. & A. Adams, 1855
    - Superfamilia Glacidorboidea Ponder, 1986
    - Superfamilia Lymnaeoidea Rafinesque, 1815
    - Superfamilia Planorboidea Rafinesque, 1815
    - Superfamilia Siphonarioidea J.E. Gray, 1840
- Suborden Eupulmonata Haszprunar & Huber, 1990
  - Infraorden Acteophila Dall, 1885 (= antes Archaeopulmonata) 
    - Superfamilia Melampoidea Stimpson, 1851

  - Infraorden Trimusculiformes Minichev & Starobogatov, 1975
    - Superfamilia Trimusculoidea Zilch, 1959

  - Infraorden Stylommatophora A. Schmidt, 1856 (caracoles terrestres)
    - Subinfraorden Orthurethra

- -     - Superfamilia Achatinelloidea Gulick, 1873
    - Superfamilia Cochlicopoidea Pilsbry, 1900
    - Superfamilia Partuloidea Pilsbry, 1900
    - Superfamilia Pupilloidea Turton, 1831
    - Subinfraorden Sigmurethra
    - Superfamilia Acavoidea Pilsbry, 1895
    - Superfamilia Achatinoidea Swainson, 1840
    - Superfamilia Aillyoidea Baker, 1960
    - Superfamilia Arionoidea J.E. Gray en Turnton, 1840
    - Superfamilia Buliminoidea Clessin, 1879
    - Superfamilia Camaenoidea Pilsbry, 1895
    - Superfamilia Clausilioidea Mörch, 1864
    - Superfamilia Dyakioidea Gude & Woodward, 1921
    - Superfamilia Gastrodontoidea Tryon, 1866
    - Superfamilia Helicoidea Rafinesque, 1815
    - Superfamilia Helixarionoidea Bourguignat, 1877 
    - Superfamilia Limacoidea Rafinesque, 1815
    - Superfamilia Oleacinoidea H. & A. Adams, 1855
    - Superfamilia Orthalicoidea Albers-Martens, 1860
    - Superfamilia Plectopylidoidea Moellendorf, 1900
    - Superfamilia Polygyroidea Pilsbry, 1894
    - Superfamilia Punctoidea Morse, 1864
    - Superfamilia Rhytidoidea Pilsbry, 1893
    - Superfamilia Sagdidoidera Pilsbry, 1895
    - Superfamilia Staffordioidea Thiele, 1931
    - Superfamilia Streptaxoidea J.E. Gray, 1806
    - Superfamilia Strophocheiloidea Thiele, 1926
    - Superfamilia Trigonochlamydoidea Hese, 1882
    - Superfamilia Zonitoidea Mörch, 1864
    -  ? Superfamilia Athoracophoroidea P. Fischer, 1883 (= Tracheopulmonata)
    -  ? Superfamilia Succineoidea Beck, 1837 (= Heterurethra)